# Naudésnekpas
De Naudésnekpas (soms Naudesnek) is een bergpas in de Zuid-Afrikaanse provincie Oost-Kaap. Dit is de tweede hoogste pas voor voertuigen (2 587 m) in Zuid-Afrika. De pas voert de onverharde weg R396 over de Drakensbergen en verbindt Rhodes met Maclear. De weg is tussen 1890 en 1911 aangelegd. Er zijn twee bergpieken die de omgeving overheersen, Cairntoul (2826 m) en Ben Macdhui (3001 m). De maximale helling bedraagt 1:11 en bereikt een gemiddelde van 1:16.
Vooraleer een bestuurder aan de bestijging ervan begint is het noodzakelijk plaatselijk inlichtingen in te winnen over de toestand van de weg en de weersverwachting. Het is aan te bevelen een 4x4-aandrijving te gebruiken voor de rit. Als men vanaf Maclear of Mount Fletcher begint, behoort Rhodes gebruikt te worden als middagstop of als overnachtingsplaats. Er moet gerekend worden op een rit van ongeveer 4½ uur lengte en meer als het weer tegen zit. Er zijn namelijk veel scherpe bochten en los grind of rotsblokken op de weg kunnen de voortgang bemoeilijken.
Deze pas moet niet met de Naudespas op de N9 ten noordoosten van Graaff-Reinet verward worden.
| Omgeving   | Omgeving       | Omgeving        | Omgeving | Omgeving            |
| ---------- | -------------- | --------------- | -------- | ------------------- |
| Lundinsnek |                | Lesotho (grens) |          | Qachasnek Matatiele |
|            |                |                 |          |                     |
| Rhodes     | Mount Fletcher |                 |          |                     |
|            |                |                 |          |                     |
| Barkly-Oos |                | Maclear         |          | Tsolo, Mthatha      |